# Abu l-Hasan 'Ali ibn 'Uthman
Abū al-Ḥasan ʿAlī ibn ʿUthmān (in arabo أبو الحسن علي بن عثمان‎?; Fès, 1297 circa – Alto Atlante, 24 maggio 1351) è stato un sultano marocchino della dinastia merinide, regnò tra il 1331 e il 1348.
Nel 1333 conquistò Gibilterra sconfiggendo i castigliani. Ma fallì nel tentativo successivo di conquistare Tarifa nel 1340, venendo sconfitto nella battaglia del rio Salado. In Maghreb, riuscì a estendere la sua influenza sull'Algeria e sulla Tunisia, sconfiggendo momentaneamente gli Zayyanidi del Regno di Tlemcen e gli Hafsidi di Tunisi. Tuttavia, egli fu costretto a ritirarsi a causa di una rivolta delle tribù arabe in Tunisia, dopo una sconfitta nei pressi di Qayrawan decise di fuggire dall'Ifriqiya via mare, ma la sua flotta subì un naufragio e perse molti dei suoi uomini. Suo figlio Abū ʿInān Fāris ne approfittò e prese il potere in Marocco. Abū l-Ḥasan morì in esilio nelle montagne dell'Atlante.

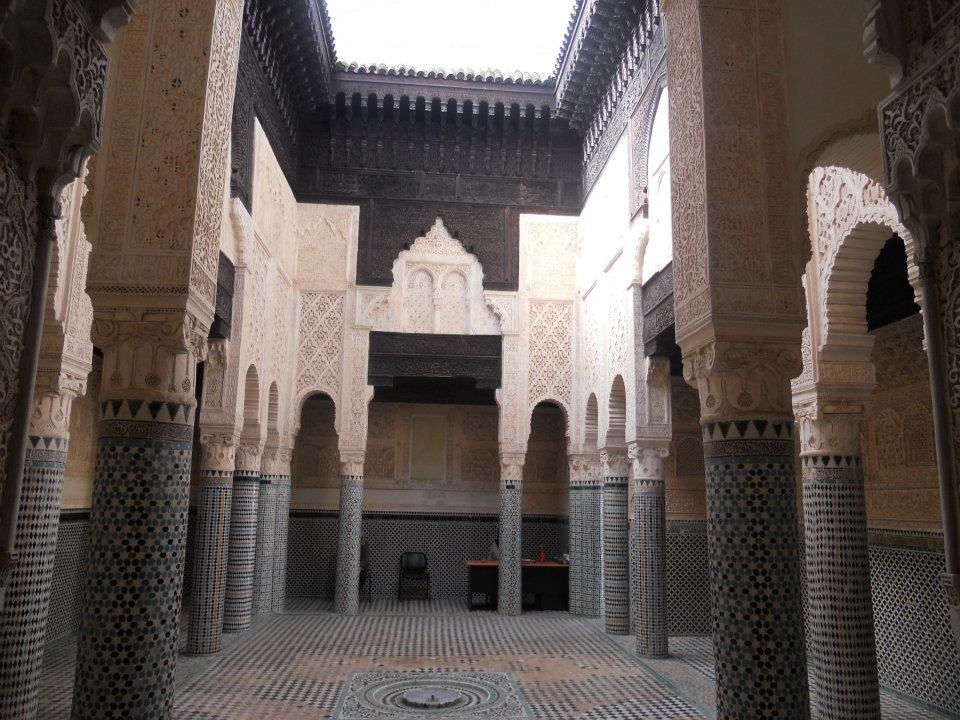
Cortile della Madrasa di Salé, fatta costruire dal sultano Abū l-Ḥasan.

## Biografia
Abū l-Ḥasan era il figlio del sultano merinide Abu Sa'id Uthman II e di una donna etiope. Aveva una carnagione scura, e per questo era conosciuto come il  'sultano nero'.
Succedette al padre nel 1331. Abū l-Ḥasan sposò Fāṭima, figlia di Abū Bakr, il sultano hafside dell'Ifriqiya, questo matrimonio sancì un'alleanza tra Merinidi e Hafsidi contro gli Zayyanidi del Regno di Tlemcen.

## Campagne

### Gibilterra

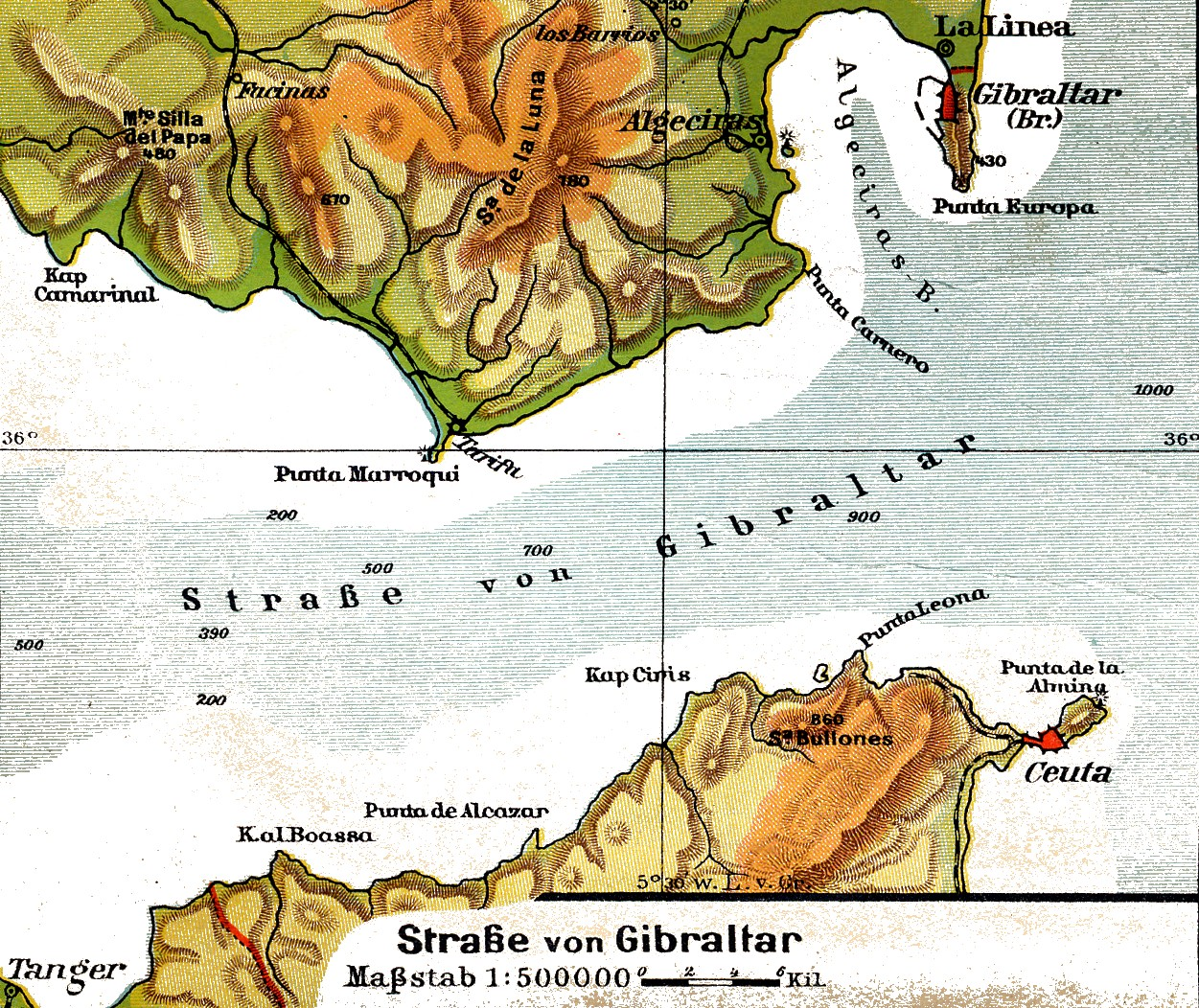
Stretto di Gibilterra.

Nel 1309, le truppe di Ferdinando IV di Castiglia riuscirono a conquistare Gibilterra, (allora chiamata dai musulmani Madīnat al-fatḥ - in arabo ﻣﺪﻳﻨـة ﺍﻟﻔﺘﺢ‎? - la "città della vittoria"), strappandola al Sultanato di Granada. Nel 1333, rispondendo all'appello del sultano nasride Muhammad IV di Granada, Abū l-Ḥasan inviò un esercito ad Algeciras sotto il comando di suo figlio ʿAbd al-Malik ʿAbd al-Wahid. Una forza di 7.000 uomini attraversò lo Stretto di Gibilterra per unirsi alle forze di Muhammad IV di Granada ad Algeciras, nel febbraio 1333. I castigliani erano distratti dall'incoronazione di re Alfonso XI e non si prepararono in tempo per l'invasione, al che le forze musulmane posero d'assedio Gibilterra nel febbraio del 1333.
La situazione degli assediati a Gibilterra divenne disperata a metà giugno. Le scorte di cibo si esaurirono e gli abitanti della città e i soldati si ridussero a dover mangiare (con l'iperbole tipica dei cronisti dell'epoca) i propri scudi, cinture e scarpe. Il 17 giugno 1333, Vasco Perez si arrese e consegnò Gibilterra dopo aver concordato i termini della resa con ʿAbd al-Malik. I difensori furono autorizzati a lasciare la città con onore grazie al rispetto che si guadagnarono da parte di ʿAbd al-Malik per aver avuto il coraggio di difendere la città per così tanto tempo. La notizia della caduta di Gibilterra venne ben recepita in Maghreb, il cronista Ibn Marzūq disse che, mentre stava studiando a Tlemcen, il suo insegnante annunciò alla sua classe: 
Sempre secondo Ibn Marzūq, gli studenti festanti scoppiarono in grida di lode e ringraziamento e versarono lacrime di gioia.
Il successo della campagna di Gibilterra alimentò le paure della nobiltà granadina, che temeva che i Merinidi sarebbero potuti diventare troppo influenti nella regione, per questo motivo i nobili assassinarono Muhammad IV pochi mesi più tardi. Tuttavia, Abū l-Ḥasan non era ancora pronto ad invadere la penisola iberica a causa di vari problemi che si erano venuti a creare in Maghreb. Il fratello e successore di Muhammad IV, Yusuf I mantenne l'alleanza con il sultano merinide. Un trattato di pace dalla durata di quattro anni fu firmato a Fès il 26 febbraio 1334 tra il Regno di Castiglia, il Sultanato di Granada e il Marocco.

### Tlemcen

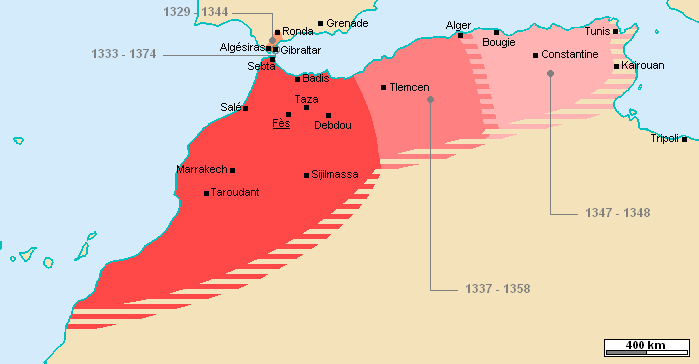
L'impero merinide nella sua massima estensione, nel 1348

Il sultano zayyanide del Regno di Tlemcen, Abū Tashfīn (1318-1337), avviò le ostilità contro l'Ifriqiya hafside, assediando Bijaya, e mandando un esercito in Tunisia che sconfisse il sultano hafside Abū Yaḥyā Abū Bakr II, che fuggì a Costantina, così gli Zayyanidi di Tlemcen occuparono Tunisi.
Abū l-Ḥasan era sposato con una principessa hafside, e nel 1334 gli Hafsidi gli chiesero aiuto, dandogli una scusa per invadere il Maghreb al-Awsat e l'Ifriqiya (le attuali Algeria e Tunisia).
Nei primi mesi del 1335, le forze merinidi, guidate da Abū l-Ḥasan, invasero il Regno di Tlemcen da ovest, allo stesso tempo il sultano mandò una forza navale in aiuto agli Hafsidi ad est. Abū l-Ḥasan assediò Tlemcen per quasi tre anni.
Nel 1337, Abū l-Ḥasan fu costretto a sospendere l'assedio di Tlemcen a causa di suo fratello, Abū ʿAlī, che si era proclamato sultano indipendente di Sigilmassa, e minacciava di dividere in due i domini Merinidi.
Nel maggio 1337, dopo aver sconfitto il fratello, riprese d'assedio Tlemcen, che si arrese ai Merinidi. Abū Tashfīn morì durante i combattimenti. I suoi fratelli furono catturati e messi a morte, quindi il Regno di Tlemcen (che comprendeva circa la metà dell'odierna Algeria) fu annesso ai domini dei Merinidi.

Abū l-Ḥasan ricevette delegati provenienti dall'Egitto, Granada, Tunisi e dal Mali, che si congratularono con lui per la sua vittoria, grazie alla quale egli otteneva il controllo completo del commercio trans-sahariano.

### Tarifa
Dopo queste vittorie, nel 1339, Abū l-Ḥasan ricevette una richiesta di aiuto dal sultano nasride di Granada Yūsuf I a causa della scadenza del trattato di pace firmato con i Castigliani nel 1334 e la conseguente ripresa delle ostilità, allo stesso tempo, il figlio di Abū l-Ḥasan, ʿAbd al-Malik ʿAbd al-Wahid (che era stato nominato governatore di Gibilterra) fu ucciso in battaglia combattendo contro le truppe castigliane nel 1339. Il sultano decise di invadere la Castiglia per aiutare il Sultanato di Granada e per vendicare il figlio.
L'invasione merinide spinse il re castigliano Alfonso XI a portare a termine la sua lite con il suocero, Alfonso IV del Portogallo.
Nel mese di aprile 1340, una flotta castigliana di circa 32 galee guidata dall'ammiraglio Alonso Jofre Tenorio si scontrò con la flotta di invasione merinide, comandata da Muhammad ibn ʿAlī al-Azafī. Nella battaglia che ne conseguì, al largo di Gibilterra, il 5 aprile 1340, la flotta castigliana venne distrutta dalla flotta marocchina. L'ammiraglio castigliano Tenorio venne ucciso durante lo scontro e solo cinque galee castigliane riuscirono a scampare alla distruzione o alla cattura.
Con il mare favorevole per un'invasione, Abū l-Ḥasan trascorse il resto dell'estate a traghettare le sue truppe e i rifornimenti attraverso lo stretto di Algeciras. Il grosso delle forze Merinidi era pronto nell'agosto 1340. La forza d'invasione merinide si unì all'esercito granadino di Yūsuf I nel mese di settembre, e insieme, gli eserciti congiunti procedettero ad assediare Tarifa.
Un disperato Alfonso XI chiese aiuto al re portoghese Alfonso IV del Portogallo. Nell'ottobre 1340, una flotta portoghese comandata da Manuel Pessanha, si unì ad una flotta genovese, e riuscì a spostarsi in direzione di Tarifa e a tagliare la linea di rifornimento degli assedianti. Nel frattempo, Alfonso IV condusse un esercito via terra per unirsi ad Alfonso XI nei pressi di Siviglia, e insieme marciarono contro gli assedianti a Tarifa. Le forze Merinidi e Nasridi furono sconfitte nella battaglia del rio Salado nel mese di ottobre del 1340, e Abū l-Ḥasan fu costretto a ritirarsi ad Algeciras. Dopo questa sconfitta, Abū l-Ḥasan concluse le sue campagne nella penisola iberica. Pochi anni dopo, Alfonso XI di Castiglia riuscì a conquistare Algeciras, nel marzo 1344.

### Ifriqiya
Nel 1346 il sultano hafside Abū Bakr morì e ne conseguì una disputa per la successione. Diverse parti dell'Ifriqiya fecero appello al sultano merinide. Iniziò quindi una campagna militare nei primi mesi del 1347. L'esercito di Abū l-Ḥasan eliminò tutte le resistenze e, nel mese di settembre del 1347 entrò a Tunisi. Riuscendo così ad unificare il Maghreb al-Aqsa, il Maghreb al-Awsat e l'Ifriqiya (attuali Marocco, l'Algeria e Tunisia), il sovrano Abū l-Ḥasan riuscì a creare un impero simile - per estensione - a quello degli Almohadi, con la sola esclusione della Spagna islamica.

## Rivolta e morte
Tuttavia, Abū l-Ḥasan andò troppo oltre nel tentativo di imporre una maggiore autorità sulle tribù arabe del sud della Tunisia. Le tribù si ribellarono, e il 10 aprile del 1348 sconfissero l'esercito merinide nei pressi di Qayrawan. Suo figlio, Abū ʿInān Fāris, che aveva servito fino quel momento come governatore di Tlemcen, andò a Fès e si proclamò sultano. Tlemcen e il Maghreb centrale si ribellarono. 
Il sultano zayyanide Abū Saʿīd fu proclamato sultano di Tlemcen.
Dopo la sconfitta in Tunisia Abū l-Ḥasan tentò di fuggire via mare, ma la sua flotta venne distrutta da una tempesta al largo di Bijaya, il sultano rimase incagliato nel cuore del territorio nemico ma sfuggì alla cattura e riuscì a raggiungere i suoi sostenitori ad Algeri. Riuscì a mettere insieme forze sufficienti per tentare di recuperare Tlemcen, ma fu sconfitto dalla rinascente dinastia zayyanide.
Molti dei suoi ex sostenitori disertarono. Abū l-Ḥasan fu costretto a marciare verso Sigilmassa, nel sud del Marocco, che sperava di usare come base per recuperare il suo sultanato. Ma gli eserciti del figlio Abū ʿInān Fāris arrivarono nella zona, costringendo Abū l-Ḥasan a fuggire a Marrakesh insieme a quello che rimaneva dei suoi sostenitori. Nel maggio del 1350, Abū ʿInān sconfisse definitivamente Abū l-Ḥasan sulle rive del fiume Umm al-Rabīʿa. Abū l-Ḥasan fuggì verso le alte montagne dell'Atlante trovando rifugio presso le tribù Hintata. Sconfitto, malato e senza risorse, Abū l-Ḥasan, accettò di abdicare in favore del figlio Abū ʿInān Fāris verso la fine del 1350 o all'inizio del 1351.
Abū l-Ḥasan morì nel maggio 1351, nel suo nascondiglio nelle montagne dell'Atlante. Il suo corpo venne trasferito da Abū ʿInān Fāris, con grande cordoglio pubblico, alla necropoli merinide di Chellah. 
Nel 1352 Abū ʿInān Fāris riconquistò Tlemcen e il Maghreb centrale. Conquistò Bijaya nel 1353 e Tunisi nel 1357, riunificando il Maghreb. Ma nel 1358 fu costretto a tornare a Fès a causa della ribellione delle tribù arabe tunisine. Qui venne strangolato a morte dal suo visir.